# Toxicodendron vernicifluum
Toxicodendron vernicifluum (anteriormente Rhus verniciflua), llamado comúnmente árbol de la laca  es una especie del género Toxicodendron  (antes Rhus) que crece en el este de Asia, en regiones de China, Corea y Japón. Los árboles son cultivados y sangrados de junio a noviembre para extraer su savia tóxica, tradicionalmente usada para lacar de forma muy duradera múltiples objetos decorativos en China, Corea y Japón. Se han encontrado en Japón objetos tratados con esta técnica datados hace 9000 años, pertenecientes al período Jōmon.

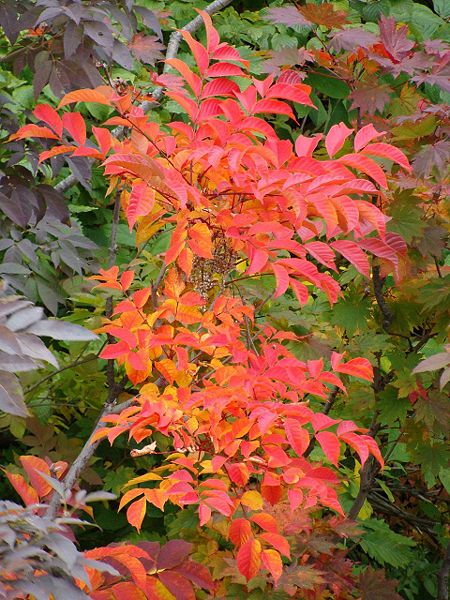
Detalle de las hojas

Frutos

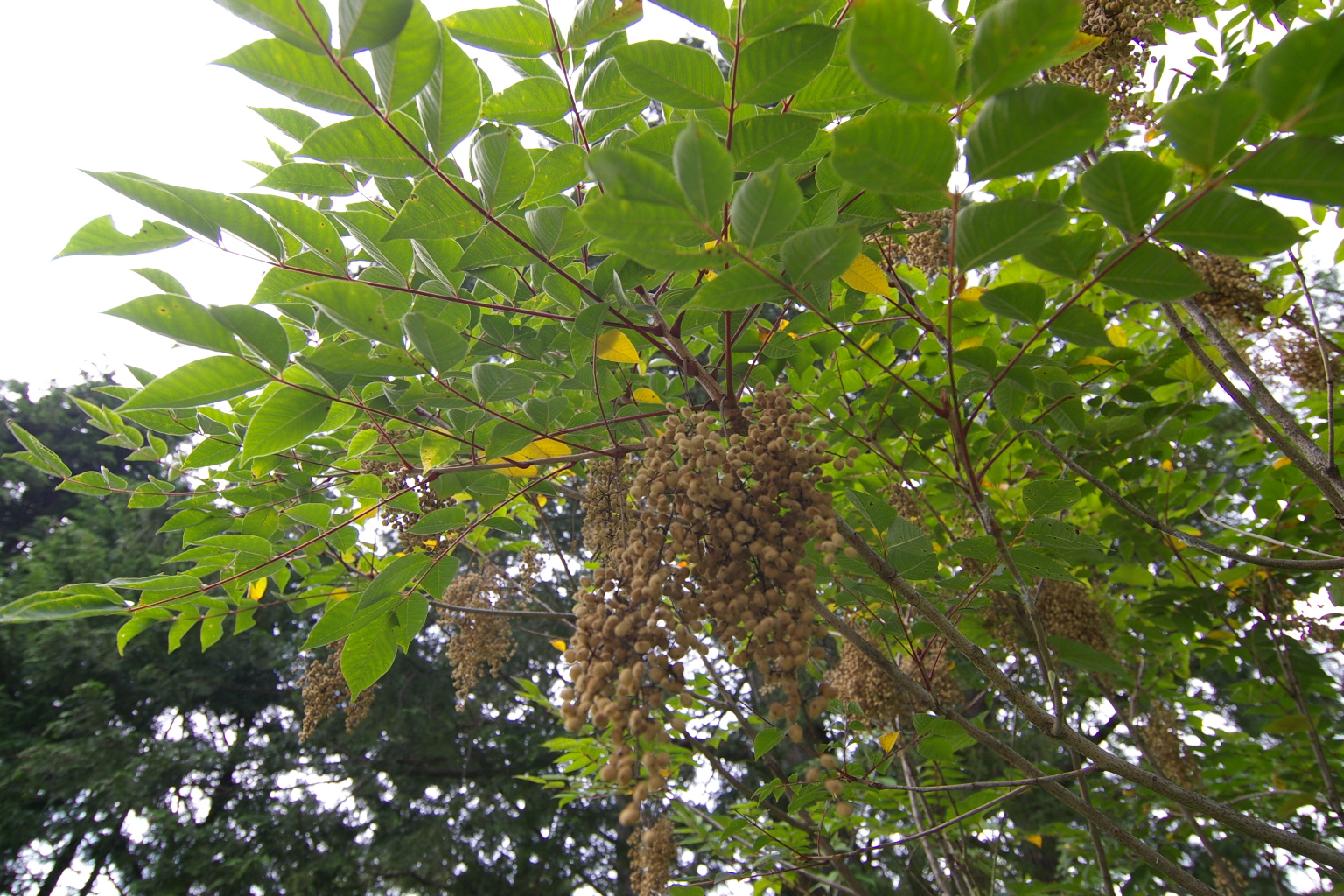
Vista de la planta

## Descripción
Los árboles alcanzan una altura de 20 metros, tienen largas hojas divididas en 7 a 19 folíolos (normalmente de 11 a 13). La savia contiene un compuesto alergénico llamado urushiol por el nombre japonés de la especie urushi (漆).
No confundir con Aleurites moluccanus (nuez de la India, árbol candil o kukui), un árbol del sur de Asia no relacionado con Toxicodendron, del que se obtiene un aceite que es usado también como barniz.

## Usos

### Kintsugi
El arte japonés de aplicar esta laca urushi para reparar objetos se denomina Kintsugi.
La savia, cáustica y tóxica, es extraída del tronco para producir laca. Se procede haciendo de 5 a 10 incisiones horizontales en los árboles de 10 años de edad y recolectando la savia amarillo-grisácea que emerge de ellas. Se obtienen aproximadamente 250 mililitros al año de cada árbol. Esta savia, conocida como urushi, se filtra, calienta y opcionalmente se colorea antes de aplicarla sobre el objeto que se va a lacar. Tras la aplicación, se conserva el objeto en una cámara húmeda y cálida de 12 a 24 horas o se introduce en un horno a 400 °C durante una hora, para que el urushiol seque polimerizando para formar un acabado transparente, duro y resistente al agua.
En su estado líquido el urushi puede causar serias irritaciones, tanto por contacto como por sus vapores. Una vez endurecido, las reacciones son poco comunes aunque posibles.
Los productos cubiertos con urushi se reconocen por el acabado extremadamente perdurable y lustroso. Entre otras aplicaciones de esta laca, las más comunes son en utensilios para la mesa, como platos, cuencos, cubiertos, palillos, copas y vasos; instrumentos musicales como flautas shakuhachi y tambores taiko; plumas estilográficas; joyería y arcos yumi. Hay varios tipos de lacado con urushi, encabezando la lista el Wajima-nuri, procedente de la ciudad de Wajima y característico por utilizar lino como estructura reforzante en los lacados. El rojo cinabrio está muy bien considerado, a pesar de contener mercurio, un elemento muy tóxico que puede provocar el envenenamiento por mercurio en habitaciones mal ventiladas.[cita requerida] El urushi natural sin pigmento es marrón oscuro pero los colores más comunes para los acabados de laca son el negro y el rojo, procedentes de pigmentos en polvo de hierro y óxido férrico, respectivamente. El urushi se aplica con pincel o brocha y se deja secar en un ambiente cálido y húmedo o en horno.
El uso artístico y decorativo del urushi es un largo proceso, se requieren varias horas o días para dar las capas necesarias con sus correspondientes tiempos de secado. La creación de una única pieza lacada, como un cuenco o una pluma, puede llevar de semanas a meses hasta su acabado.
El lacado urushi tiene un enemigo natural, los rayos ultravioletas. Los objetos lacados deben protegerse de la luz directa del sol cuando no están siendo utilizados.
El urushi es un adhesivo de gran potencia.

### Uso medicinal
Las hojas, semillas y resina del árbol de la laca son, a veces, usados en la medicina tradicional china para el tratamiento de parásitos internos y el control de hemorragias. Sus compuestos buteina y sulfuretina tienen efectos antioxidantes, e inhibitorios tanto de la enzima reductasa-aldosa como de los productos de glucosilación (o glicación) avanzada (advanced glycation endproduct, AGE).
Existe un reporte de caso en la literatura médica en la cual esta planta fue utilizada en un paciente con cáncer de recto con metástasis pulmonares cuando la quimioterapia había fracasado. Esta planta se utilizó en combinación con otras plantas de la Medicina Tradicional China. Las metástasis pulmonares se redujeron notoriamente y el cáncer de recto no regresó para cuando el reporte fue publicado.

## Taxonomía
Toxicodendron vernicifluum fue descrita por (Stokes) F.A.Barkley y publicada en American Midland Naturalist 24: 680, en el año 1940.
Etimología
Toxicodendron: nombre genérico que deriva de las palabras griegas: τοξικός (toxikós), que significa ‘veneno’, y δένδρον (dendron), que significa ‘árbol’.
vernicifluum: epíteto
Sinonimia
- Rhus succedanea var. himalaica Hook.f.
- Rhus succedanea var. silvestrii Pamp.
- Rhus vernicifera DC.
- Rhus vernicifera var. silvestrii Pamp.
- Rhus verniciflua Stokes
- Toxicodendron verniciferum (DC.) E.A.Barkley & F.A.Barkley
- Toxicodendron vernicifluum var. shaanxiense Ji Zu Zhang & Z.Y.Shang[5]